# IMurders
iMurders är en amerikansk skräckfilm från 2007 med Richard Schiff, Judith Ivey, Michael Matthys med flera i rollerna.

## Handling
En mördare tar kontakt med sina offer via ett chattrum.